# Neuschwanstein (Meteorit)
Koordinaten: 47° 31′ 30″ N, 10° 48′ 20″ O

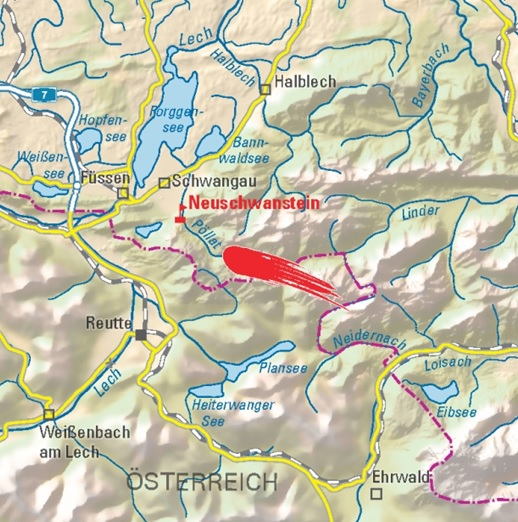
Karte zum Fall des Meteoriten

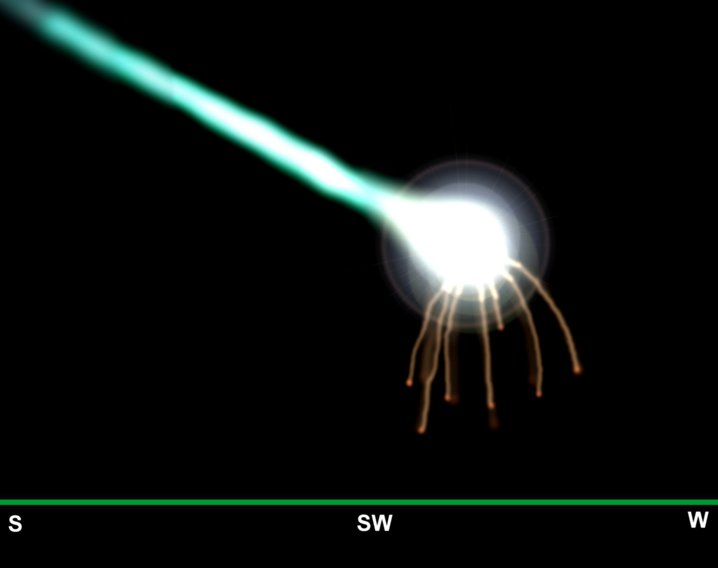
Fall von Neuschwanstein; Computergrafik nach visuellem Eindruck

Der Meteorit Neuschwanstein erreichte am 6. April 2002 um 22:20:18 MESZ bei Füssen in Bayern in der Nähe von Schloss Neuschwanstein in deutsch-österreichischem Grenzgebiet (Ammergauer Alpen) die Erde.
Der ursprüngliche Meteoroid zerbarst in einer Höhe von etwa 22 Kilometern über dem Erdboden in mehrere Fragmente, die über einem mehrere Quadratkilometer großen Gebiet niedergingen. Bisher konnten drei dieser Fragmente mit einer Gesamtmasse von rund sechs Kilogramm geborgen werden. Neuschwanstein wurde als Enstatit-Chondrit (Typ EL6) klassifiziert, eine äußerst seltene Gruppe innerhalb der Steinmeteoriten. Er gilt als der erste Meteorit in Deutschland (und als der vierte weltweit), der anhand simultaner fotografischer Aufzeichnungen aufgefunden werden konnte.

## Meteoritenfall und Aufzeichnung
Die 90,6 Kilometer lange Leuchtspur des Meteors innerhalb der Erdatmosphäre begann in einer Höhe von rund 85 Kilometer über Innsbruck mit einem Eintrittswinkel von etwa 49 Grad zur Horizontalen und endete 16,04 Kilometer über der Erdoberfläche. Kurz vorher, in einer Höhe von etwa 22 Kilometern, am so genannten Hemmungspunkt, zerplatzte der Bolide, und die kurz nachglühenden Fragmente gingen in die so genannte Dunkelflugphase über, wobei sie ohne weitere Leuchterscheinungen herabstürzten.
Die Eintrittsgeschwindigkeit von 20,95 Kilometer pro Sekunde des bis zu 500 Kilogramm schweren Himmelskörpers in die Erdatmosphäre wurde durch Luftreibung heruntergebremst. Beim Übergang in die Dunkelflugphase betrug sie noch ungefähr 2,4 km/s. Nach weiteren fünf Sekunden unterschritten die Bruchstücke die Schallgeschwindigkeit und gingen in den freien Fall über, der etwa 108 Sekunden andauerte. Die Aufschlagsgeschwindigkeit auf der Erdoberfläche betrug letztendlich etwa 250 bis 280 Kilometer pro Stunde. In den unteren Atmosphärenschichten (Troposphäre) wurden die Bruchstücke vom Wind entgegen ihrer ursprünglichen Flugrichtung abgelenkt.
Dem Europäischen Feuerkugelnetz gelangen Aufzeichnungen des Falls mit mehreren Feuerkugel-Stationen u. a. Streitheim bei Augsburg, Přimda (Tschechische Republik) und Gahberg (Österreich). Mit Hilfe dieser Stereoaufzeichnung konnte die Flugbahn von Neuschwanstein durch Triangulation unter Einbezug der damaligen Windverhältnisse ziemlich genau rekonstruiert werden. Da jedoch die Flugbahnen der Einzelfragmente nicht genauer präzisiert werden konnten, wurde ein mehrere Quadratkilometer umfassendes Niedergangsgebiet (so genannte Distributionsellipse) im deutsch-österreichischen Grenzgebiet zwischen Füssen und Garmisch-Partenkirchen ermittelt.

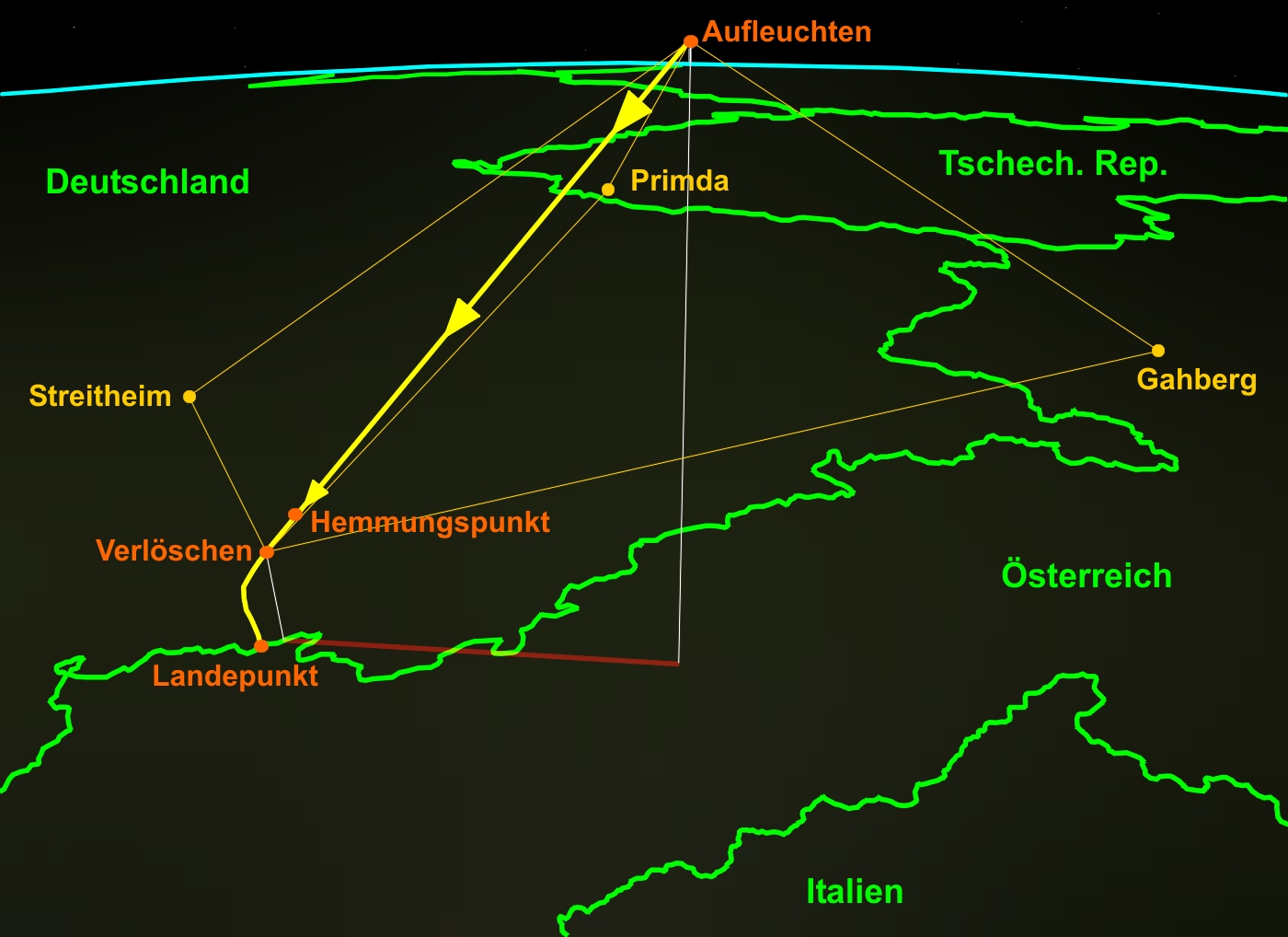
3D-Triangulation der atmosphärischen Flugbahn von Neuschwanstein durch die Feuerkugelstationen Streitheim, Gahberg und Přimda (Norden befindet sich am linken oberen Bildrand).
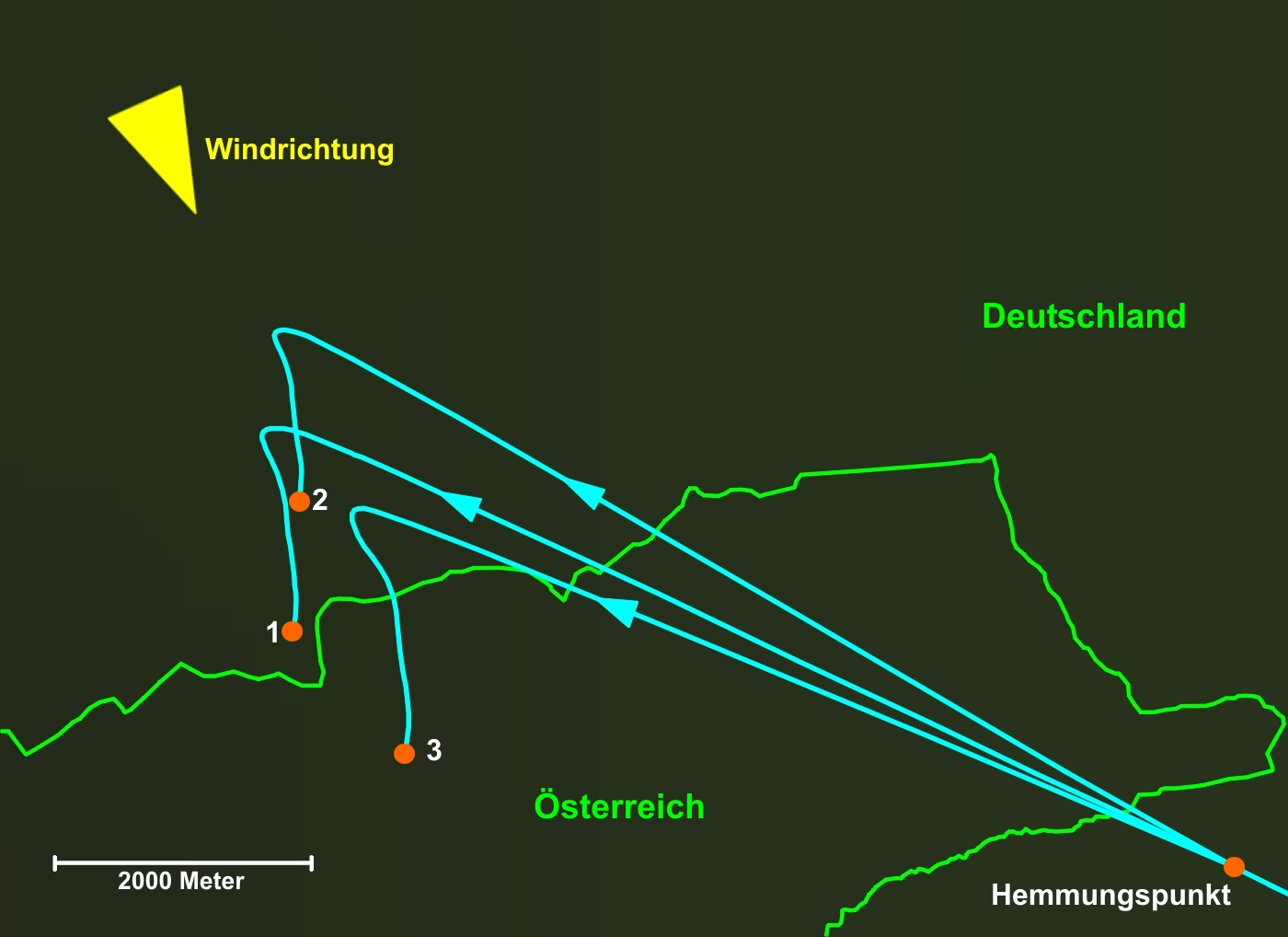
Rekonstruierte Flugbahnen der Einzelfragmente in der Dunkelflugphase unter Windeinfluss (Draufsicht); zum Zeitpunkt des Falles wehte der Wind aus Nordwest bis Nord.
Windversatz von Neuschwanstein während der Dunkelflugphase (Seitenansicht); die horizontale Achse (Entfernung) ist um den Faktor 3 gestreckt.

## Medienecho und Augenzeugenberichte
Bemerkenswert war das Aufsehen, das der Fall dieses Meteoriten verursachte. Bayernweit meldeten besorgte Bürger die helle Lichterscheinung telefonisch der Polizei. Auch bei den Lokalredaktionen der Zeitungen und den regionalen Radio- und Fernsehanstalten meldeten sich Hunderte von Zufallsbeobachtern, so dass der Bolide ein entsprechendes Echo in den Medien fand. Im südlichen Bayern, insbesondere im Großraum Garmisch-Partenkirchen, wurden ein lautes „Trommeln“ und Donnergrollen sowie das Zittern von Fensterscheiben wahrgenommen. Noch über 200 Kilometer entfernt war durch die Helligkeit des Meteors mitten in der Nacht Schattenwurf von Bäumen erkennbar. Augenzeugen verglichen die scheinbare Helligkeit des Meteors mit der des Vollmondes (bis −13 mag). Die spätere Auswertung der Fotografien des Europäischen Feuerkugelnetzes zeigte, dass der Meteor mit bis zu −17,2 mag sogar noch weit heller war. Nachdem der Bolide in etwa 22 Kilometern Höhe zerplatzt war, regneten etwa ein halbes Dutzend gelb-orange nachglühender Fragmente in Flugbahnen herab. Die Gesamtdauer des Schauspiels betrug etwa sechs Sekunden. Als nach wenigen Wochen feststand, in welcher Region die Meteoritenfragmente niedergegangen waren, setzte ein Ansturm von Meteoritenjägern auf das Gebiet rund um Neuschwanstein, Füssen und das Ammergebirge ein.

## Analyse der heliozentrischen Umlaufbahn

Umlaufbahn des Meteoroiden Neuschwanstein (EN060402)

Aus den Datenaufzeichnungen des Europäischen Feuerkugelnetzes konnte die Umlaufbahn des Meteoroiden Neuschwanstein (European Network-Bezeichnung: EN060402) um die Sonne zurückberechnet werden. Es zeigte sich, dass sie nahezu exakt mit der Bahn des Meteoroiden Přibram (EN070459) übereinstimmte, dessen Fall bereits am 7. April 1959 in der damaligen Tschechoslowakei aufgezeichnet worden war. Es liegt daher nahe, dass beide Meteoriten vom gleichen Mutterkörper stammen könnten. Přibram ist jedoch ein gewöhnlicher Chondrit (Typ H5). Ein Vergleich der kosmogenen Isotope der beiden Steine ergibt für Neuschwanstein ein Alter von 48 Millionen Jahre, für Přibram dagegen 12 Millionen Jahre. Ein gemeinsamer Mutterkörper müsste also heterogener Natur sein. Es könnte sich allenfalls um einen nur von der Gravitation zusammengehaltenen „Schutthaufen“ (englisch rubble pile) handeln, der durch eine Kollision mit einem weiteren Himmelskörper zersprengt wurde. Eine klare Zuordnung zu einem Ursprungs-Asteroiden gestaltet sich schwierig. Die Orbits mehrerer Erdbahnkreuzer kommen den Meteoritenbahnen von Neuschwanstein und Přibram sehr nahe u. a. von den Kleinplaneten 2002 EU11, 2002 QG46 und (4486) Mithra, der auch ein rubble pile sein könnte.

## Funde

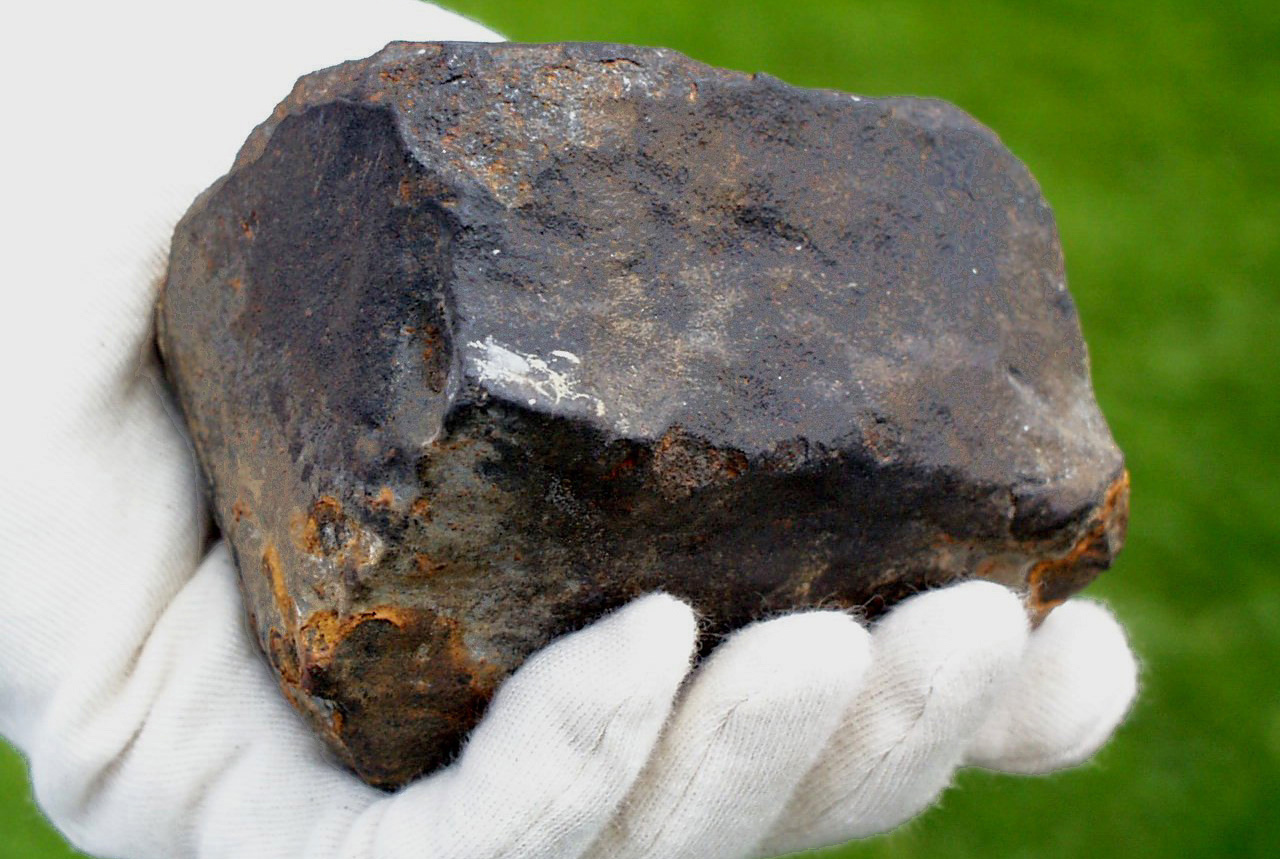
Meteoritenfragment Neuschwanstein II – 1625 Gramm

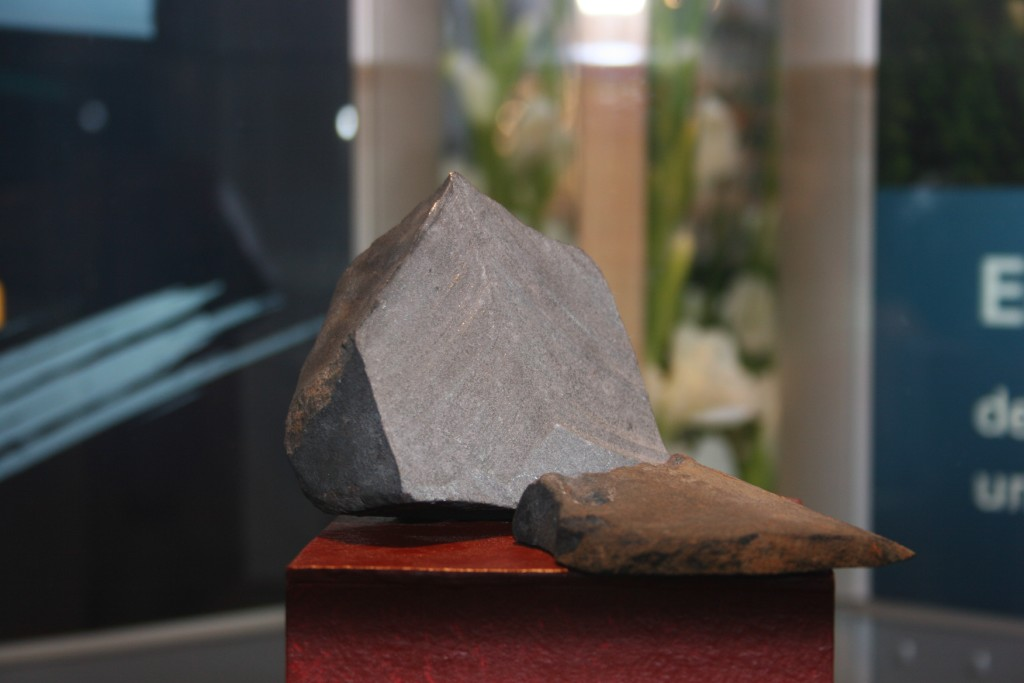
Neuschwanstein II

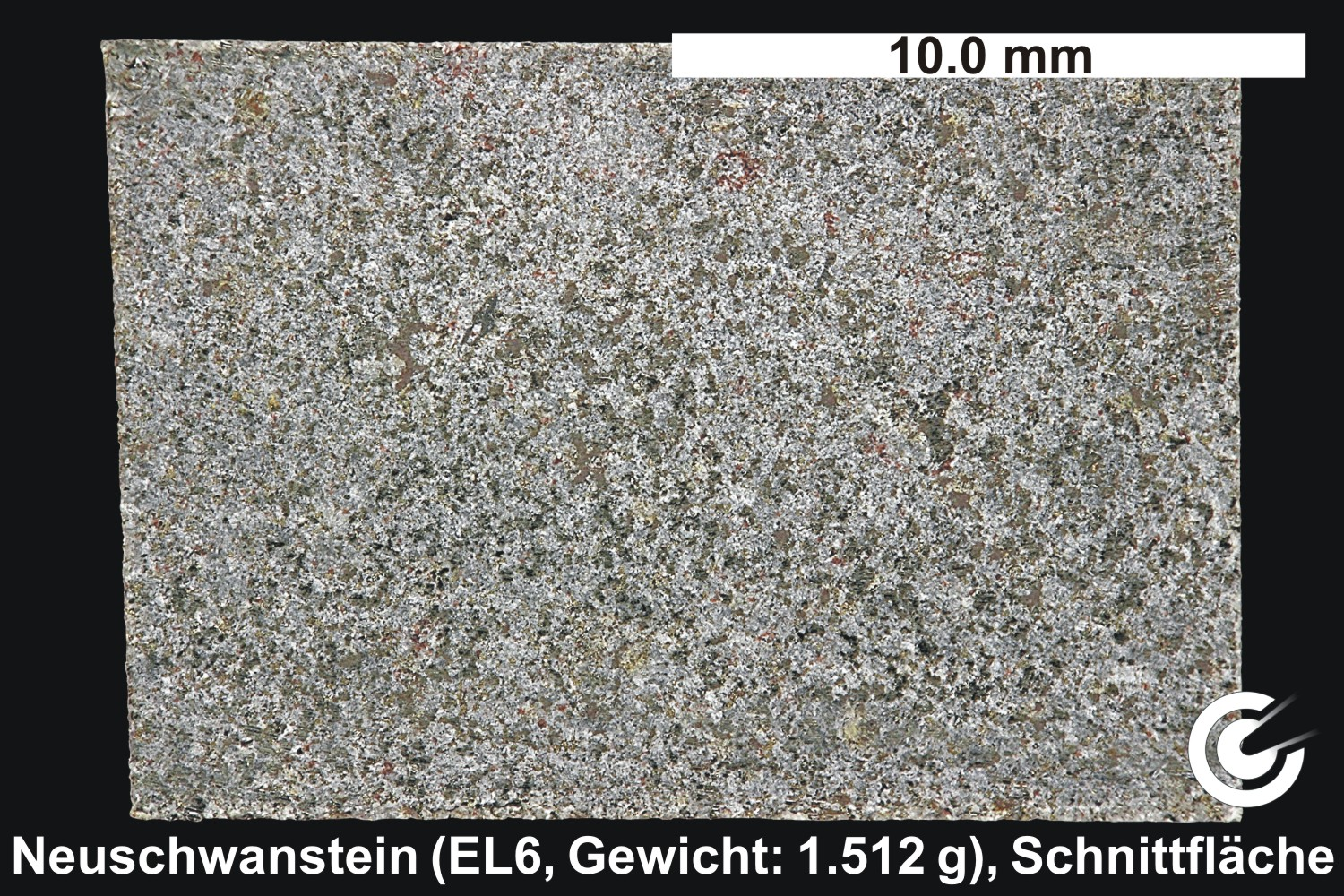
Schnittfläche des Meteoriten Neuschwanstein II.

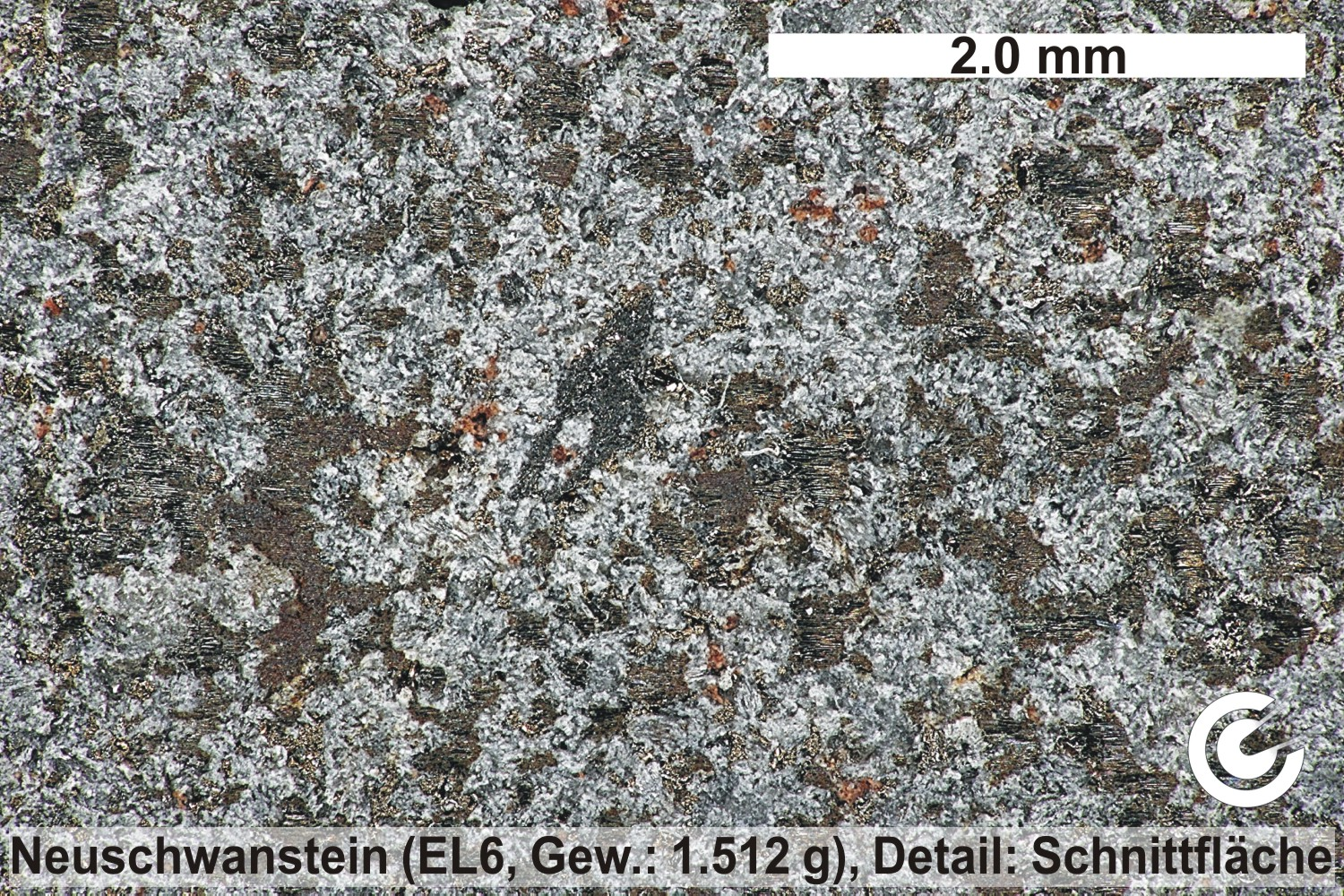
Detailansicht der Schnittfläche des Meteoriten Neuschwanstein II (Enstatit-Chondrit, EL6).

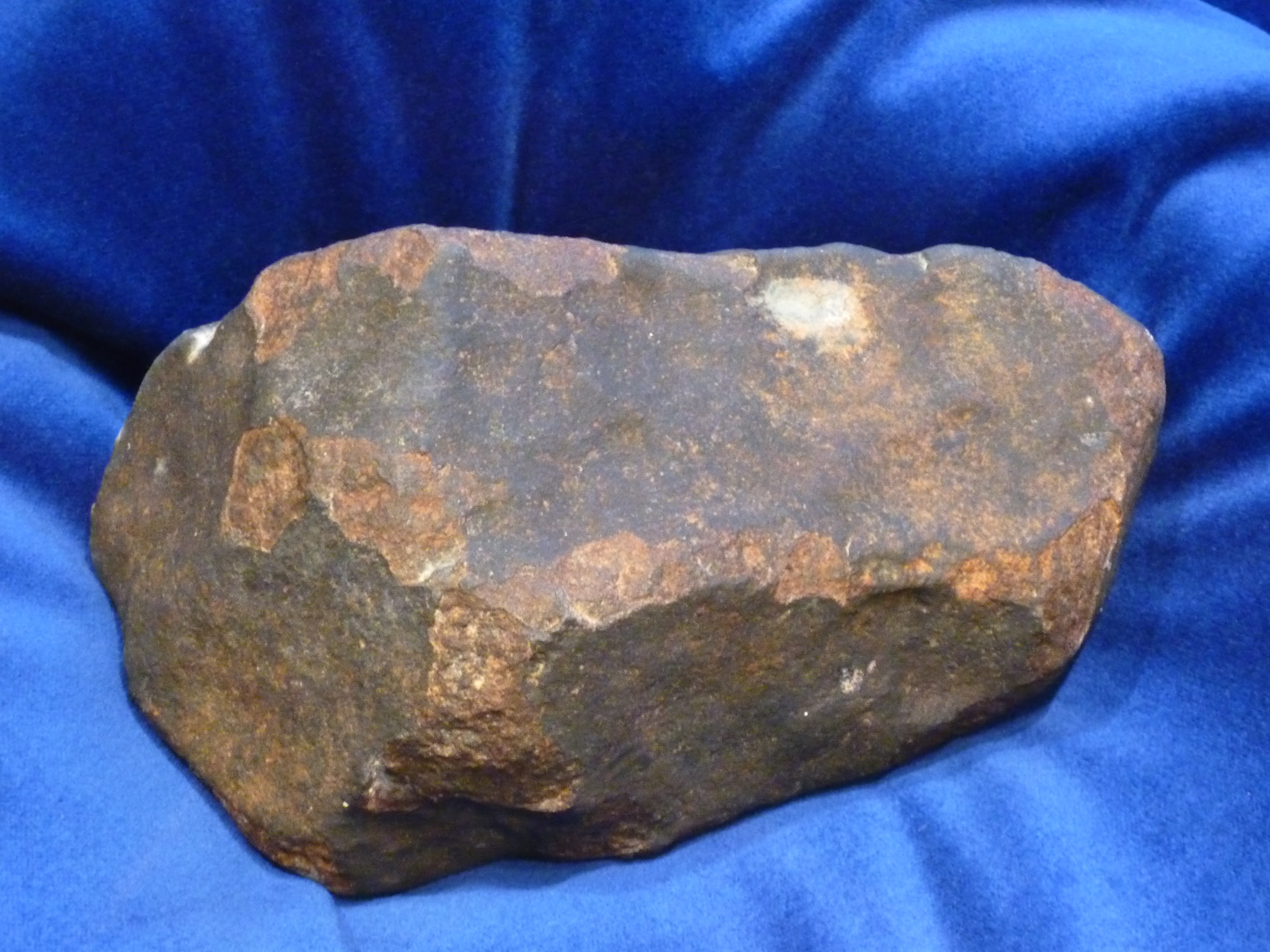
Meteoritenfragment Neuschwanstein III – 2843 Gramm

Die Expertenexpedition durch das Deutsche Zentrum für Luft- und Raumfahrt (DLR) am 1. Mai 2002, die zunächst noch durch die winterliche Witterung verzögert wurde, galt dem potentiellen Hauptfragment des Meteoriten (damals auf etwa sieben Kilogramm geschätzt). Dieses konnte trotz intensiver Suche nicht gefunden werden. Es wurde am Südhang des Hohen Straußbergs nahe Neuschwanstein oder an der Nordflanke des Ochsenälpeleskopfs vermutet. Insgesamt schätzte das DLR die ursprüngliche Gesamtmasse des Meteoroiden auf etwa 300 Kilogramm, von denen letztlich etwa 20 Kilogramm den Erdboden erreicht hätten.

### Neuschwanstein I
Nach einer einwöchigen Suche im Zielgebiet gelang den beiden Brandenburger Amateurastronomen Nadin Bukow und Thomas Grau schließlich am 14. Juli 2002 der erste Fund: Ein 1750 Gramm schweres Bruchstück des Meteoriten lag nur etwa zwei Kilometer vom vorausberechneten Landepunkt des Hauptfragments und nur 400 Meter seitlich der berechneten Flugbahn des Meteors an der Westflanke des Ochsenälpeleskopfs (Koordinaten des Fundortes: 47° 31′ 30″ N, 10° 48′ 30″ O, 1650 m ü. N.N., gerundete Werte). Wahrscheinlich war das Fragment an einem höher gelegenen Ort in eine dicke Schneedecke eingeschlagen und erst mit der Schneeschmelze bergab bis zur späteren Fundstelle gerollt. Es wurde wegen der Nähe zum bekannten Schloss auf den Namen „Neuschwanstein“ getauft.

### Neuschwanstein II
Am 27. Mai 2003 wurde ein weiteres Fragment von zwei Meteoritenjägern aus Oberbayern an der Nordflanke des Ochsenälpeleskopfs entdeckt (Koordinaten: 47° 32′ 0″ N, 10° 48′ 0″ O, 1491 m ü. N.N., gerundete Werte), nachdem sie bereits mehrere Wochen mit der Suche verbracht hatten. Das etwa faustgroße Fundstück wog 1625 Gramm. Es schlug wahrscheinlich mit hoher Geschwindigkeit (rund 250 km/h) auf die Erdoberfläche auf und drang in den Waldboden ein. Die Finder mussten es aus einer fünf Zentimeter tiefen Mulde bergen. Da das Fragment über ein Jahr lang im feuchten Bergwaldboden gesteckt hatte, wies es Korrosionsspuren (Rostflecke) auf.

### Neuschwanstein III
Fast genau einen Monat später, am 29. Juni 2003, konnte das bislang letzte und mit 2842 Gramm bisher größte Meteoritenfragment geborgen werden. Es lag auf einer steilen Geröllhalde an der Nordflanke des Altenbergs im österreichischen Tirol (Koordinaten: 47° 31′ 0″ N, 10° 49′ 0″ O, 1631 m ü. N.N., gerundete Werte). Auch dieses Bruchstück dürfte während der Schneeschmelze talabwärts befördert worden sein. Ein deutscher Physiker hatte seine Lage durch eigene Berechnungen und Computersimulationen ermittelt. Ein Formfaktor bei der Berechnung der Winddrift während der Dunkelflugphase wurde in den ersten Analysen durch das DLR falsch eingeschätzt. Nach Auswertung der ersten beiden Funde wurde dieser jedoch korrigiert, was nach erneuten Modellrechnungen zum Fund von Neuschwanstein III führte.
Inzwischen wird angenommen, dass weit weniger Material als ursprünglich angenommen den Boden erreicht hat, und man betrachtet Neuschwanstein III als Hauptmasse des Meteoriten. Sehr wahrscheinlich existieren weitere Meteoriten-Fragmente, aber da das betroffene Gebiet zum Großteil sehr schwer, teilweise sogar nur unter Lebensgefahr, zugänglich und starken Erosionen ausgesetzt ist, und bereits innerhalb einiger Vegetationsperioden von Pflanzen überwachsen war, ist es unwahrscheinlich, dass diese künftig noch entdeckt werden.

## Materialanalyse
Das Meteoritenfragment Neuschwanstein I wurde im September 2002 am Max-Planck-Institut für Chemie in Mainz und am Institut für Planetologie in Münster chemisch und petrologisch untersucht. Zu diesem Zweck wurden insgesamt 45 Gramm Material abgetrennt. Demnach sind die drei Neuschwanstein-Fragmente der Gruppe der Enstatit-Chondriten (Typ EL6) zuzuordnen, einer sehr seltenen Gruppe von Steinmeteoriten (Chondriten).
Unter anderem wurden folgende Minerale nachgewiesen:
- sehr hoher Gehalt an gediegen Eisen (28,6 Gew. %)
- das Silicat-Mineral Enstatit (Mg2[Si2O6])
- Plagioklas
- das extrem seltene Mineral Sinoit (Si2N2O)
- Graphit
- Schreibersit ((Fe,Ni,Cr)3P)
- Troilit (FeS)
- Oldhamit ((Ca,Mg,Fe,Mn)S)
- Daubréelith (Fe2+Cr3+2S4)
- Alabandin (α-MnS)
- Siliciumdioxid (SiO2)[18][19]

Am Max-Planck-Institut für Kernphysik in Heidelberg wurden Messungen der natürlichen Radioaktivität an allen drei Fragmenten durchgeführt. Anhand der Gehalte an kosmogenen Radioisotopen, z. B. 7Be (Halbwertszeit: ca. 53 Tage), 22Na, 26Al, 54Mn und 57Co konnte auf den tatsächlichen extraterrestrischen Ursprung der Fundstücke geschlossen werden. Messungen der Gehalte an rein irdischen Radioisotopen (z. B. 137Cs, freigesetzt bei der Nuklearkatastrophe von Tschernobyl), denen die Meteoritenfragmente seit ihrem Fall ausgesetzt waren, zeigten zudem, dass es sich um Bruchstücke des im April 2002 gefallenen Meteoriten handelte. Somit konnte in Deutschland zum ersten Mal ein Meteorit mit Hilfe von fotografischen Aufzeichnungen und Modellrechnungen geborgen werden.

## Rechtliche Situation und Verbleib der Fundstücke
An den beiden in Deutschland gefundenen Stücken Neuschwanstein I und Neuschwanstein II beanspruchte der Freistaat Bayern Miteigentum, indem er sie nach deutschem Recht als Schatz (§ 984 BGB) wertete. Es kam schließlich zu außergerichtlichen Übereinkünften: Bayern kaufte den Findern von Neuschwanstein I ihre Finderhälfte ab. Das Stück konnte auf diese Weise komplett erhalten bleiben und ist seit Juli 2003 im Rieskrater-Museum in Nördlingen zu besichtigen.
Der Finderanteil des Neuschwanstein II-Fragments konnte hingegen aufgrund von Geld- und Interessenmangel seitens des Freistaats nicht aufgekauft werden. Daraufhin musste der Meteorit im Februar 2004 tatsächlich geteilt werden, wodurch er in seiner Ganzheit unwiderruflich zerstört wurde. Die Finder haben ihre Hälfte in der Folge weiter geteilt, und Proben an Museen, Institutionen und private Sammlungen verkauft. Die andere Hälfte von Neuschwanstein II befindet sich im Besitz der Mineralogischen Staatssammlung München und ist der Öffentlichkeit unzugänglich, da sie allein für Forschungszwecke zur Verfügung steht.

Um das dritte, Neuschwanstein III genannte Meteoriten-Fundstück entbrannte ein ungewöhnlicher Rechtsstreit: Die österreichische Gemeinde Reutte in Tirol beanspruchte das Eigentum an dem Fundstück, da sich der Fundort auf ihrem Gebiet befand, und legte Klage beim Landgericht Augsburg auf Herausgabe des Meteoriten ein. Das Gericht wies die Klage am 6. Juni 2007 unter Anwendung österreichischen Rechts ab: Es handle sich bei dem Fundstück nicht um einen Schatz, sondern um einen herrenlosen Gegenstand. Auch sei es kein sogenannter Zuwachs, an dem die Gemeinde automatisch einen Eigentumsanspruch habe. Damit wurden sämtliche Eigentumsrechte in erster Instanz dem Finder zugesprochen. Der Bürgermeister von Reutte legte danach gegen diese Entscheidung Berufung beim Oberlandesgericht München ein. Im Januar 2008 verständigten sich beide Parteien auf einen Vergleich, in dessen Rahmen der Finder von Neuschwanstein III an Reutte eine Ausgleichszahlung entrichtete und die Gerichtskosten übernahm. Im Gegenzug konnte er dafür das Meteoritenfragment behalten, dessen Wert auf etwa 200.000 bis 300.000 Euro beziffert wurde.
Bis jetzt (Anfang 2012) wurde mit dem Finder noch keine endgültige Vereinbarung darüber getroffen, wann und unter welchen Bedingungen Neuschwanstein III der Öffentlichkeit zugänglich gemacht werden soll. Angeblich laufen Verhandlungen über den Verkauf an das Naturhistorische Museum Wien.
Vom 28. März 2012 bis 23. September 2012 waren Neuschwanstein I, Teile von Neuschwanstein II und auch Neuschwanstein III anlässlich des 10. Jahrestags des Falls im Rieskrater-Museum Nördlingen ausgestellt.
In den wenigsten Staaten gibt es juristische Regelungen zu Meteoritenfunden. Von entscheidender Bedeutung ist hierbei, ob ein Meteorit auf Privatgrund oder in öffentlich zugänglichem Gelände gefunden wird, wie es bei Neuschwanstein der Fall war. In Deutschland ist beim Fund in öffentlichem Gelände nach § 984 BGB zunächst ein Miteigentum des Finders am Meteoriten vorgesehen (Hadrianische Teilung), indem eine analoge Anwendung der Regeln für den Schatzfund angenommen wird. Mit Ausnahme von Bayern, greift in allen Bundesländern das Schatzregal, nach dem ein Gegenstand von besonderer wissenschaftlicher oder kultureller Bedeutung mit seinem Auffinden automatisch und vollständig Eigentum des Landes wird, unabhängig davon, ob er auf Privatgrund oder öffentlichem Grund gefunden wird. In so einem Fall gehen Finder und Grundstückseigentümer leer aus. Gelegentlich erhalten sie aber auch eine Entschädigung oder Belohnung. Nur Bayern besitzt kein solches Schatzregal und regelt nach dem BGB. Bemerkenswert ist, dass den Neuschwanstein-Meteoriten in erster Linie wegen der enormen wissenschaftlichen Bedeutung und ihres seltenen Materials, aber wohl auch aufgrund ihres Widerhalls in den Medien ein beachtlicher finanzieller Wert zugeschrieben wurde. Insofern wurden die Fragmente I und II nach einem Gutachten des bayerischen Wissenschaftsministeriums als „schatzähnlich“ eingeordnet, obwohl sie nach § 984 BGB diese Definition nicht ganz erfüllten, da sie weder einen Vorbesitzer hatten noch lange im Verborgenen gelegen hatten.
Ähnlich unklar ist die Situation nach österreichischem Recht. Dort ist das Sammeln von Mineralien in freier Natur erlaubt, sofern dafür kein Bergungsgerät eingesetzt wird.